# Stadtrandlichter
Stadtrandlichter ist das sechste Studioalbum des deutschen Popsängers und Rappers Clueso. Es erschien am 19. September 2014 bei Cluesos eigenem Plattenlabel Text und Ton Records.

## Hintergrund
Das aus siebzehn Titeln bestehende Studioalbum Stadtrandlichter wurde von Clueso selbst produziert. Es ist das erste und zugleich einzige Album, das bei seinem eigenen Plattenlabel Text und Ton Records erschien. Mit dem Titel Sein Song nahm er, nach Cello (Unplugged), ein weiteres Duett mit Udo Lindenberg auf.
Das Frontcover zeigt zwei Container, bei denen in der Mitte die Sonne durchscheint. Oben in der Mitte ist in weißer Schrift der Künstlername Clueso und darunter der Albentitel zu lesen.

## Titelliste
| #  | Titel                          | Autor(en)                                                                                                | Produzent(en)                                                                                            | Länge |
| -- | ------------------------------ | --- | --- | ----- |
| 1  | Pack meine Sachen              | Philipp Milner, Clueso                                                                                   | Clueso, Kahedi, Martin Rödiger                                                                           | 3:43  |
| 2  | Freidrehen                     | Norman Sinn, Paul Tetzlaff, Marcel Aue, Baris Aladag, Clueso                                             | Clueso, Paul Tetzlaff, Marcel Aue, Martin Rödiger                                                        | 3:43  |
| 3  | Alles leuchtet                 | Norman Sinn, Paul Tetzlaff, Baris Aladag, Clueso, Tino Sehring                                           | Clueso, Paul Tetzlaff, Martin Rödiger                                                                    | 3:41  |
| 4  | Wach auf                       | Norman Sinn, Christoph Bernewitz, Baris Aladag, Clueso, Tino Sehring, Andreas Wisbauer                   | Clueso, Martin Rödiger                                                                                   | 3:46  |
| 5  | Interlude I                    | Clueso                                                                                                   | Clueso                                                                                                   | 0:35  |
| 6  | Stadtrandlichter               | Christoph Bernewitz, Philipp Milner, Daniel Bätge, Paul Tetzlaff, Clueso                                 | Clueso                                                                                                   | 3:32  |
| 7  | Unter Strom                    | Norman Sinn, Paul Tetzlaff, Baris Aladag, Clueso, Tino Sehring, Jöran Görn                               | Clueso, Paul Tetzlaff, Martin Rödiger, Niklas Kraft, Jöran Görn                                          | 3:49  |
| 8  | Okay                           | Clueso, Martin Rödiger, Jöran Görn                                                                       | Clueso, Martin Rödiger, Jöran Görn                                                                       | 0:56  |
| 9  | Lass den Kopf nicht hängen     | Baris Aladag, Clueso, Tino Sehring, Jöran Görn                                                           | Clueso, Martin Rödiger, Niklas Kraft                                                                     | 3:38  |
| 10 | Interlude II                   | Clueso                                                                                                   | Clueso                                                                                                   | 1:24  |
| 11 | Sein Song (mit Udo Lindenberg) | Christoph Bernewitz, Paul Tetzlaff, Marcel Aue, Clueso                                                   | Clueso, Marcel Aue                                                                                       | 2:56  |
| 12 | Still                          | Christoph Bernewitz, Philipp Milner, Daniel Bätge, Paul Tetzlaff, Christian Kohlhaas, Marcel Aue, Clueso | Clueso, Paul Tetzlaff, Martin Rödiger                                                                    | 3:45  |
| 13 | Ich falle noch                 | Paul Tetzlaff, Christian Kohlhaas, Baris Aladag, Sebastian Skalei, Clueso                                | Clueso, Christoph Bernewitz, Philipp Milner, Daniel Bätge, Paul Tetzlaff, Christian Kohlhaas, Marcel Aue | 1:57  |
| 14 | Geradeaus                      | Baris Aladag, Clueso, Tino Sehring                                                                       | Clueso, Martin Rödiger, Niklas Kraft, Andreas Möckel                                                     | 3:52  |
| 15 | Galerie                        | Philipp Milner, Clueso, Maximilian Padeschwig                                                            | Clueso, Christoph Bernewitz, Philipp Milner, Daniel Bätge, Paul Tetzlaff, Christian Kohlhaas, Marcel Aue | 4:26  |
| 16 | Interlude III                  | Clueso                                                                                                   | Clueso                                                                                                   | 0:40  |
| 17 | Nebenbei                       | Alexander Binder, Norman Sinn, Baris Aladag, Clueso                                                      | Clueso, Martin Rödiger                                                                                   | 3:12  |

## Rezeption

### Rezensionen
Simon Langemann, Musikkritiker von laut.de, fasste Cluesos sechstes Studioalbum Stadtrandlichter wie folgt zusammen: „[…] Wer am Ende – so wie ich – dennoch leise bezweifelt, dass ,Stadtrandlichter‘ ähnlich lange hängen bleiben wird wie seine unkaputtbaren Vorgänger, sollte die Ursachen demnach bei sich selbst suchen: Dreieinhalb Jahre Schaffenspause sind, übertragen auf den persönlichen Musikgeschmack, nun mal eine halbe Ewigkeit.“.

### Charts und Chartplatzierungen
Stadtrandlichter stieg am 3. Oktober 2014 auf Rang eins der deutschen Albumcharts ein und erreichte damit zugleich seine beste Platzierung. Das Album konnte sich insgesamt 22 Wochen in den Charts platzieren, letztmals auf Platz 93 in der Chartausgabe vom 4. Dezember 2015. In Österreich stieg Stadtrandlichter am 3. Oktober 2014 auf Rang zwölf ein und hielt sich drei Wochen in den Charts, bevor es am 17. Oktober 2014 auf Rang 54 die Charts wieder verließ. In der Schweizer Hitparade platzierte sich das Album ab dem 28. September 2014, als es mit Rang sechs seine Höchstnotierung hatte. Es war vier Wochen platziert, ehe es die Charts in der Woche vom 19. Oktober 2014 verließ.
| ChartsChartplatzierungen | Höchstplatzierung | Wochen |
| ------------------------ | ----------------- | ------ |
| Deutschland (GfK)        | 1 (22 Wo.)        | 22     |
| Österreich (Ö3)          | 12 (3 Wo.)        | 3      |
| Schweiz (IFPI)           | 6 (4 Wo.)         | 4      |

| ChartsJahrescharts (2014) | Platzierung |
| ------------------------- | ----------- |
| Deutschland (GfK)         | 33          |

### Auszeichnungen für Musikverkäufe
| Land/Region        | Auszeichnungen für Musikverkäufe (Land/Region, Auszeichnung, Verkäufe) | Verkäufe |
| ------------------ | ---------------------------------------------------------------------- | -------- |
| Deutschland (BVMI) | Gold                                                                   | 100.000  |
| Insgesamt          | 1× Gold ·                                                              | 100.000  |